# 茨城県道32号大子美和線
茨城県道32号大子美和線（いばらきけんどう32ごう だいごみわせん）は、茨城県久慈郡大子町から常陸大宮市に至る県道（主要地方道）である。

## 概要
大子町を通る国道118号の頃藤交差点より西へ分岐して、同町栃原から南へ方向を変え常陸大宮市美和地区へ至る幹線道路。常陸大宮市・大子町境の通称タバッコ峠を挟んで常陸大宮市側は那珂川支流の緒川の源流域、大子町側は久慈川支流の大沢川の源流域という正に分水嶺越えをする路線である。ほぼ全区間が八溝山地の山間部で数軒規模の小さな集落が散在している。
比較的地形の緩やかな常陸大宮市側は道路改修が進んでいるが、大子町側は改修は半分程度に留まっている。

### 路線データ
- 起点：久慈郡大子町頃藤4989番の3地先（国道118号交点 頃藤交差点）[1]
- 終点：常陸大宮市高部3979番地先（茨城県道29号常陸太田那須烏山線交点）[1]
- 総延長：17.698 km[2]
- 重用延長：なし[2]
- 未供用延長：なし[2]
- 実延長：17.698 km[2]
- 自動車交通不能区間延長[注釈 1]：なし[2]

## 歴史
1977年（昭和52年）2月14日、前身にあたる県道上金沢頃藤線（整理番号197）の一部区間（久慈郡大子町大字頃藤 - 大字栃原）と、県道高部栃原線（那珂郡美和村大字高部 - 久慈郡大子町大字栃原、整理番号201）を廃止・統合して主要地方道に昇格し、起点を久慈郡大子町、終点を那珂郡美和村とする県道大子美和線（整理番号47）として路線認定された。のちの1995年（平成7年）に、茨城県道の路線の再編成が行われたときに、整理番号32に変更されて現在に至る。

### 年表
- 1959年（昭和34年）10月14日：前身にあたる県道上金沢頃藤線（大子町上金沢 - 同町頃藤、図面対照番号138）と、県道高部栃原線（美和村高部 - 大子町栃原、図面対照番号142）が路線認定される[5]。
- 1977年（昭和52年）
  - 2月14日：
    - 主要地方道大子美和線（整理番号47）として路線認定[4]。
    - 道路区域が、久慈郡大子町大字頃藤 - 那珂郡美和村大字高部（18.0163 km）に決定する[1]。
    - 同時に、県道上金沢頃藤線（整理番号197）、県道高部栃原線（整理番号201）が廃止される[3]。

  - 9月8日：那珂郡美和村大字高部地内で狭隘道路（1.2 km）を拡幅改良する道路区域に指定[6]。
- 1986年（昭和61年）
  - 8月18日：那珂郡美和村大字高部地内の狭隘な旧道区間（540 m）が指定解除され美和村道へ降格[7]。
  - 12月25日：那珂郡美和村大字高部の道路改良バイパス道路（約0.5 km）が開通[8]。
- 1988年（昭和63年）11月21日：美和村大字高部地内の狭隘な旧道（691 m）が指定解除され美和村道へ降格[9]。
- 1993年（平成5年）5月11日 - 建設省から、県道大子美和線が大子美和線として主要地方道に指定される[10]。
- 1995年（平成7年）3月30日：整理番号47から現在の番号（整理番号32）に変更される[11]。
- 2003年（平成15年）6月9日：久慈郡大子町大字頃藤地内で久慈川を渡る旧道（644 m）が指定解除され大子町道に降格[12]。
- 2023年（令和5年）6月22日：久慈郡大子町大字大沢で狭隘道路を改良する道路区域（960 m）を指定[13]。

## 路線状況
全区間が1.5〜2車線の道路で、大子町栃原地区からタバッコ峠付近と終点・高部地区集落の各一部に幅員狭小区間がある。国道118号と国道293号と八溝山地越えで連絡する主要地方道のひとつに位置づけられるが、通行量は少なく沿線過疎地域の生活道路となっている。2014年現在、大子町頃藤地区の一部区間で拡幅と線形改良の道路工事が進められている。

### 道路施設
- 上小川橋（久慈川、大子町上小川）

## 地理

### 通過する自治体
- 久慈郡大子町
- 常陸大宮市

### 交差する道路
- 国道118号（起点）

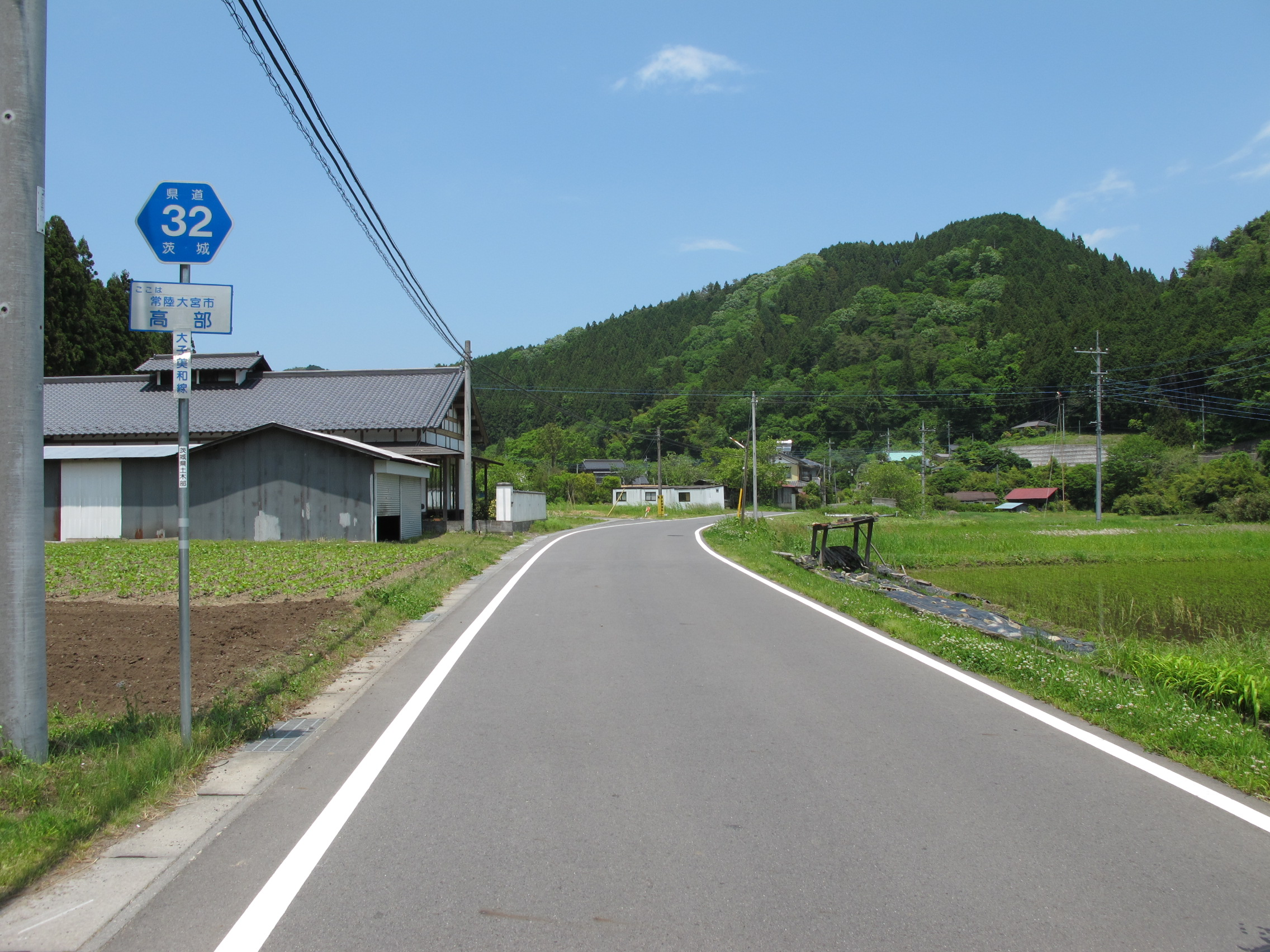
茨城県道32号大子美和線
常陸大宮市高部（2012年5月）

- 茨城県道323号上小川停車場線（久慈郡大子町頃藤）
- 茨城県道158号上金沢栃原線（久慈郡大子町栃原）
- 茨城県道29号常陸太田那須烏山線（終点）

### 沿線にある施設など
- 栃原金山
- タバッコ峠（大子町・常陸大宮市境）